# Sublimitas et miseria hominis
Sublimitas et miseria hominis ("Sublimità e miseria dell'uomo") è una lettera apostolica di papa Francesco, datata e pubblicata il 19 giugno 2023 e dedicata alla figura di Blaise Pascal, nel 4º centenario dalla sua nascita.